# Цвятко Аврамов
Вижте пояснителната страница за други личности с името Аврамов.
Цвятко Христов Аврамов е български журналист и активист на Българския земеделски народен съюз (БЗНС).

## Биография
Роден през 1894 г. в Севлиево, той завършва право в Софийския университет „Свети Климент Охридски“.
От 1918 г. е член на БЗНС, а през 1921 участва в основаването на Българския земеделски младежки съюз. Той е и сред основателите на вестник „Младежко знаме“. На 15 март 1923 г. е назначен за адвокат в Държавния съд, свикан за съдене на министрите от кабинените Гешев, Данев, Малинов и Костурков.
След Деветоюнския преврат през 1923 се укрива, но на 5 септември е арестуван, интерниран е в Горна Джумая (днес Благоевград) и е убит от дейци на ВМРО, вероятно, на 27 септември 1923 г.